# آبشار ماهاران
آبشار ماهاران در شهرستان جلفا استان آذربایجان شرقی، در موقعیت ‎۳۸°۴۵′ شمالی و ‎۴۵°۴۵′ شرقی، کناره رود ارس در منطقه حفاظت‌شده کیامکی در نزدیکی روستای قشلاق در دامنه شمالی کیامکی داغ و در جنوب شرقی لیوارجان واقع شده است. این آبشار بیش از ۱۵ متر ارتفاع دارد. علاقمندان طبیعت، گردشگران و کوهنوردان به سوی این آبشار می‌آیند.